# Protobothrops cornutus
Protobothrops cornutus är en ormart som beskrevs av Smith 1930. Protobothrops cornutus ingår i släktet Protobothrops och familjen huggormar. IUCN kategoriserar arten globalt som nära hotad. Inga underarter finns listade i Catalogue of Life.
Arten förekommer i norra delen av Vietnam och i angränsande områden av Kina. Den når i bergstrakter 2000 meter över havet. Protobothrops cornutus lever i områden med kalkstensklippor och städsegröna skogar.